# Muscolo stilofaringeo
Nell'anatomia umana il  muscolo stilofaringeo o stilo-faringeo, fa parte dei muscoli della faringe. Il muscolo, una lunga striscia fibrosa, si trova fra il muscolo costrittore medio della faringe e poco più distante al legamento stiloiodeo.

## Anatomia
Origina dalla faccia interna del processo stiloideo insieme con i muscoli stiloglosso e stiloioideo andando così a costituire il "fascio di Riolano" (o "fascio dei muscoli stiliani"). Decorre in dentro e in avanti raggiungendo la parete laterale della faringe. A questo punto i suoi fasci divergono andando ad inserirsi al margine laterale dell'epiglottide, al margine superiore della lamina della cartilagine tiroide e al margine superiore dell'arco cricoideo.

## Funzioni
Si tratta di un muscolo elevatore della laringe e della faringe.

## Derivazione embriologica
Il muscolo stilofaringeo embriologicamente deriva dall'apparato faringeo e in particolare dal III arco.